# 松吉正資
松吉 正資（まつよし まさし、1923年12月1日 - 1945年5月11日）は、大日本帝国海軍軍人。

## 経歴
1923年に山口県大島郡安下庄町で生まれる。小学校から高校まで常に首席の秀才で、生徒会長を務めたこともある。特に、旧制中学4・5年生を対象とした模擬試験では3年生であるにもかかわらずに受験し、常に全国の五年生の首席と相互した成績を維持していた。旧制中学校卒業後は海軍兵学校へ進学することを強く希望していたが、身体検査で胸囲が足らずに不合格となり、旧制山口高等学校へ進学した。卒業後は東京帝国大学法学部に入学するが、翌年に徴兵猶予が解除されたことから召集令状を受ける。1943年10月21日、明治神宮外苑での学徒出陣壮行会に参加したのが大学生としての最後の姿となった。同年12月1日に大竹海兵団に入団、帝国海軍第14期飛行専修予備学生試験に合格し、海軍少尉に昇進した。
1945年5月1日に神風特別攻撃隊魁隊員として選ばれ、旧式水上機による特攻命令を受ける。同年5月3日に香川県詫間基地から出撃するが、敵に攻撃されたことで奄美大島に不時着した。その日は特攻攻撃をすることが出来ず、数日後に詫間基地に戻った。同年5月11日午前2時半に再び出撃命令が下ると、そのまま鹿児島県指宿へ向けて飛行し、午前4時半に離水する。再び沖縄へ向けて出撃したが、午前7時過ぎに突然速度が衰え、着水姿勢をとって4度波上に跳躍したその瞬間に転覆し、轟音と共に搭載していた爆弾が爆発、それと同時に白く巨大な水柱が天に沖した。享年21。

## 短歌
松吉正資は没するまで多くの短歌を書いていた。　
- ゆく身には ひとしほしむる ふるさとの 人のなさけの あたたかきかな
- うつそみは よし碎くとも はらからの なさけ忘れじ 常世ゆくまで